# Geomysaprinus goffi
Geomysaprinus goffi är en skalbaggsart som beskrevs av Ross 1940. Geomysaprinus goffi ingår i släktet Geomysaprinus och familjen stumpbaggar. Inga underarter finns listade i Catalogue of Life.